# Pozos de Altares

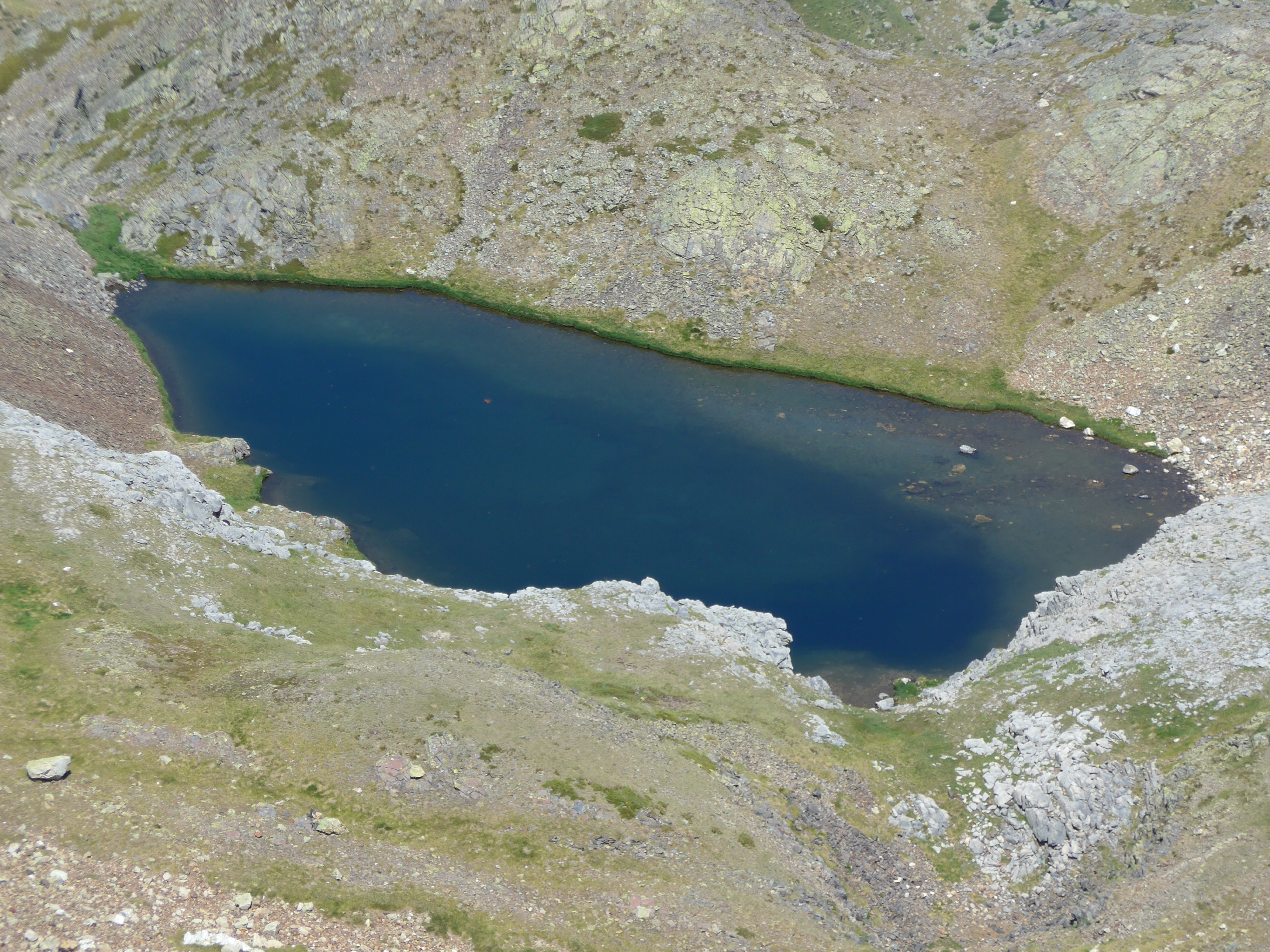
Pozo mayor de Altares fotografiado desde el cordal que une el pico Tres Provincias con Peña Prieta

Los pozos de Altares son un conjunto de lagunas situadas en el extremo suroeste de Cantabria, en el municipio de Vega de Liébana. Se ubican en un circo glaciar junto a la base de Peña Prieta, cerca del pico Tres Provincias y cerca del cordal montañoso que establece la divisoria entre Cantabria y León.
Son varias las lagunas que conforman los pozos de Altares, y la de mayor tamaño (el pozo de Altares por excelencia), que mide 100 metros de largo y 60 de ancho, se eleva a 2298 m s. n. m.. Esto la convierte en la laguna más elevada de toda la cordillera Cantábrica.

## Glaciarismo
Esta zona presenta un modelado glaciar ejemplar, con circos, cubetas y morrenas en buen estado de conservación y formas muy frescas, algunas quizás relacionadas con la Pequeña Edad del Hielo. De hecho, en esta zona aparece la primera cita sobre el glaciarismo de la cordillera Cantábrica (De Prado, 1852). En especial, destacan como unos de los mejores ejemplos de la Cordillera, los circos de Los Altares y Campollo (con más de 500 m de desnivel y más de 1 km de anchura), así como la morrena central de los puertos de Riofrío, de más de 1,5 km de longitud. Aquí, pues, aparece un modelado glaciar de relevancia nacional.

## Lugar de Interés Geológico (LIG)
El área donde se localizan los Pozos de Altares está catalogada desde 2015 como LIG (Lugar de Interés Geológico) por el Ministerio de Ciencia español. Dicho LIG comprende en torno a 750 hectáreas en la cabecera del valle de río Frío (cuenca del río Deva), en el extremo suroeste de la Comunidad Autónoma de Cantabria y limitando con las provincias de León y Palencia. Se trata de una zona de alta montaña silícea, donde se ubica la cumbre más elevada de la cordillera Cantábrica fuera de Picos de Europa (Peña Prieta, 2539 m). La altitud mínima de toda esta zona se encuentra a 1665 m y su altitud media es de 1980 m s. n. m.

## Rutas de acceso
Existen pistas de tierra para vehículos todoterreno desde las siguientes localidades: Cucayo (7,5 km), Ledantes (8 km) y Vidrieros (20,5 km). A pie, se puede acceder desde el puerto de San Glorio a través del Collado Robadorio y el valle de Cubil del Can.